# Afraid (canción de The Neighbourhood)
«Afraid» es una canción indie rock perteneciente a la banda estadounidense The Neighbourhood. Fue escrita por el vocalista y líder del grupo, Jesse Rutherford y  producida por Justyn Pilbrow. Este es el segundo sencillo difusión de la banda para I Love You., álbum debut de lanzado en 2013. «Afraid» llegó a alcanzar el cuarto puesto en el Billboard Alternative Songs. Fue utilizada para un episodio de la serie The Vampire Diaries.

## Significado
La letra de «Afraid» pueden interpretarse de muchas maneras, pero principalmente traslada sensaciones ansiedad y depresión. De allí, deriva las letras en el preludio y el coro: "When I wake up, I'm afraid / Somebody else might take my place" (cuando me despierto, tengo temor / De que alguien más podría ocupar mi lugar). La canción ha sido elogiada por Billboard por sus "sutiles ganchos nerviosos". Esta es la única canción de I Love You. que contiene groserías en su letra.

## Videoclip
El vídeo musical de la canción, dirigido por Ends, fue lanzado el 17 de octubre de 2013, tanto en la versión editada como la explícita. En la premisa del vídeo, Jesse Rutherford es mostrado en dos facetas: tanto en el pasado, como adolescente, y en su forma actual. Para expresar su vulnerabilidad y temor, Jesse decidió mostrarse desnudo en gran parte del clip. Además, la utilización de los párpados muestran las diferentes perspectivas de todos los miembros de la banda, desde escribir las canciones hasta jugar al baloncesto.
El vídeo musical ha sido recibido con críticas generalmente positivas. Joshua Frazier, del periódico oficial de la Universidad de Míchigan, expresó que "«Afraid» es, en última instancia una experiencia visual agradable y emblemática de la experiencia típica de The Neighbourhood:. desolador, pero pegadizo". Por otro lado, el bloguero Perez Hilton ha publicado sus observaciones sobre el vídeo, diciendo que "Miley Cyrus no es la única a quién le gusta desnudarse en un vídeo musical" (en referencia al vídeo que la cantante realizó para "Wrecking Ball"), teniendo en cuenta que el bloguero se centró principalmente en la desnudez de Rutherford.

## Listas
| Listas (2013–14)                     | Posición |
| ------------------------------------ | -------- |
| Estados Unidos (Alternative Airplay) | 4        |